# Eurocopter AS332 Super Puma
Eurocopter (zdaj Airbus Helicopters) AS332 Super Puma je dvomotorni večnamenski srednje velik helikopter. Razvilo ga je francosko podjetje Aérospatiale, ki se pozneje združilo v Eurocopter (zdaj Airbus Helicopters). Zasnovan je na podlagi Aérospatiale SA 330 Puma, ima pa večji trup in novejše motorje. Poganjata ga dva turbogredna motorja Turbomeca Makila. Glavni rotor ima štiri krake. Super Puma je prvič je poletela 13. septembra 1978 in je nasledila prejšnjo Pumo. Leta 2004 se je pojavila nova generacija Eurocopter EC225 Super Puma.

## Specifikacije(AS332 L1)
Podatki iz Eurocopter profile, Jane's Aircraft Recognition Guide
Splošne karakteristike
- Posadka: 2
- Število sedežev: 19
- Dolžina: 16,29 m (53,44 ft)
- Premer rotorja: 15,6 m (51,18 ft)
- Višina: 4,80 m (15,09 ft)
- Teža praznega letala: 4500 kg (9920 lb)
- Uporaben tovor: 4100 kg (9040 lb)
- Maks. vzletna teža: 8600 kg (18960 lb)
- Pogon letala: 2 ×  turbogredni motor Turbomeca Makila 1A1, 1300 kW (1742 KM)  vsak

 Zmogljivost 
- Neprekoračljiva hitrost: 278 km/h @ 8600 kg (150 vozlov)
- Maks. hitrost: 262 km/h @ 8600 kg (141 vozlov)
- Potovalna hitrost: 252 km/h  @ 8600 kg (136 vozlov)
- Doseg: 841 km @ 8600 kg (454 nm)
- Višina leta: 6100 m (20000 ft)
- Hitrost vzpenjanja: 8,2 m/s @ 70 kt & 8600 kg gros teži (1620 ft/m @ 70 vozlih)

## Specifikacije (AS332 L2)
Podatki iz Jane's All The World's Aircraft 1993–94
Splošne karakteristike
- Posadka: 2
- Število sedežev: 24 potnikov
- Dolžina: 16,79 m (z repnim rotorjem) (55 ft 0½ in)
- Premer rotorja: 16,20 m (53 ft 1½ in)
- Višina: 4,97 m (16 ft 4 in)
- Površina rotorjev: 206,12 m² (2217 ft²)
- Teža praznega letala: 4660 kg (10274 lb)
- Uporaben tovor: 4490 kg (9899 lb)
- Maks. vzletna teža: 9150 kg (20172 lb)
- Pogon letala: 2 ×  turbogredni motor Turbomeca Makila 1A2, 1376 kW (1845 KM)  vsak

 Zmogljivost 
- Neprekoračljiva hitrost: 327 km/h (177 vozlov, 203 mph)
- Maks. hitrost: 277 km/h (150 vozlov, 172 mph) (največja potovalna hitrost)
- Potovalna hitrost: 247 km/h (133 vozlov, 154 mph) (ekonomična potovalna hitrost)
- Doseg: 851 km (460 nmi, 529 milj)
- Višina leta: 5180 m (16995 ft)
- Hitrost vzpenjanja: 7,4 m/s (1457 ft/min)